# Strychnos johnsonii
Strychnos johnsonii là một loài thực vật có hoa trong họ Mã tiền. Loài này được Hutch. & M.B.Moss miêu tả khoa học đầu tiên năm 1931.